# ساحة الباستيل

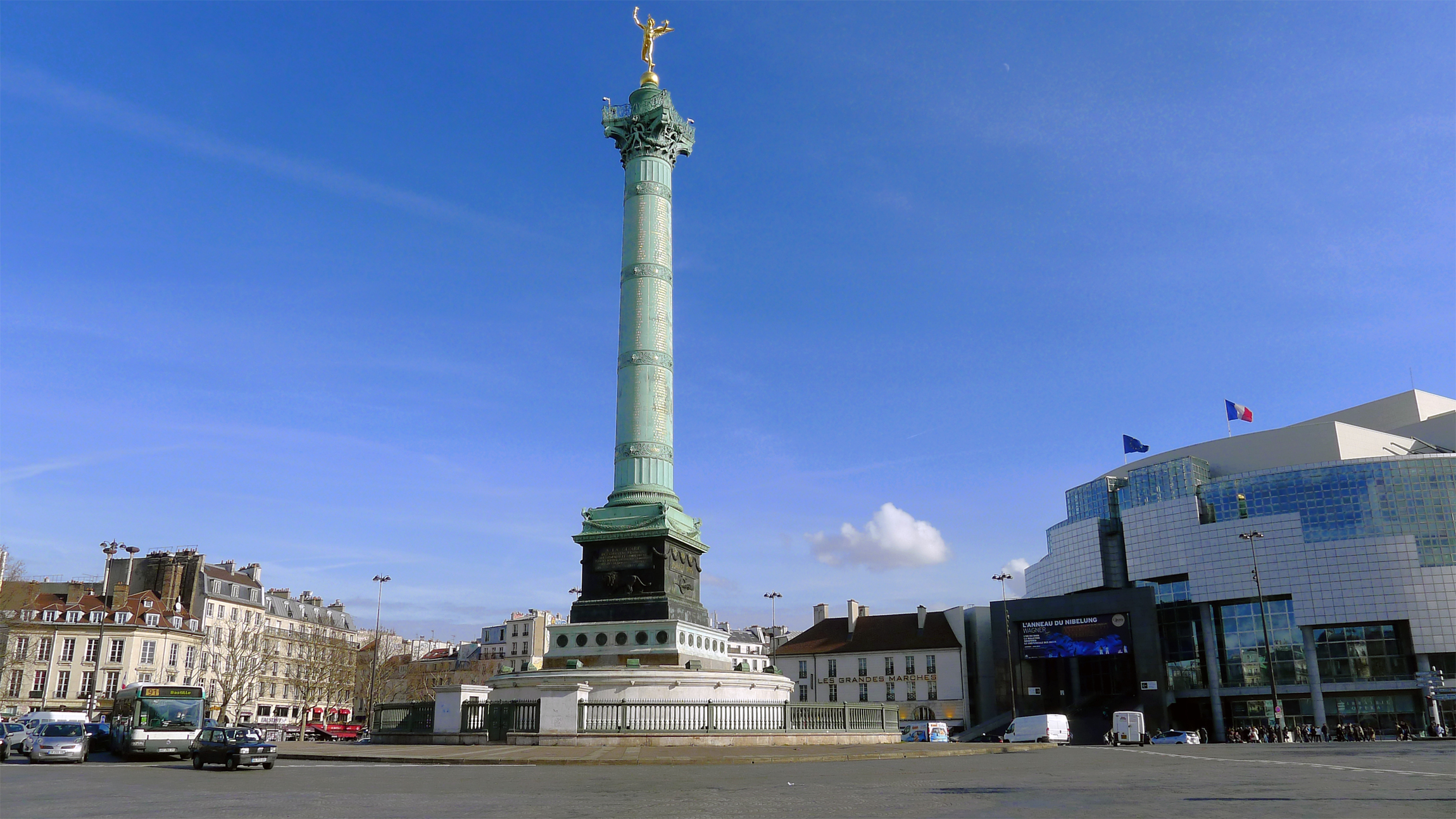
ساحة الباستيل

ساحة الباستيل (بالفرنسية: Place de la Bastille) ساحة باريسية وهي المكان الرمزي للثورة الفرنسية. وفيها الحصن السابق لسجن الباستيل الذي دمر بين 14 يوليو 1789 وذات اليوم 1790.
تعتبر ساحة الباستيل كأحد المعالم السياحية والمواقع الأثرية في باريس وهي قريبة جداً من ساحة فوج التاريخية.

## التاريخ

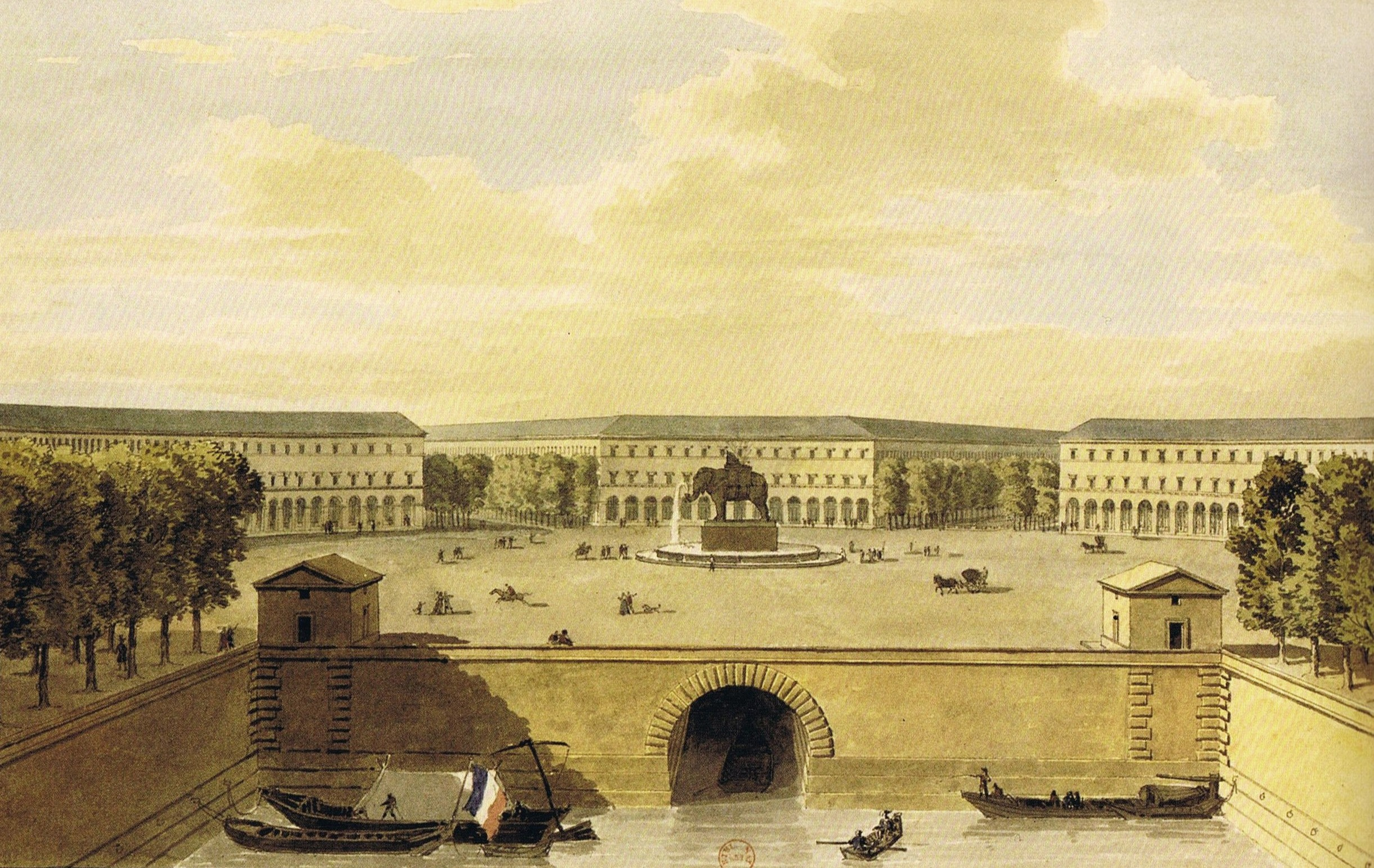
ساحة الباستيل مع الفيل الذي ذكره فيكتور هيغو في البؤساء

## ساحة رقص
في 14 تموز 1790، قام المقاول الخاص بلوي  بتنظيم احتفال مواز في عيد الاتحاد: فتم نصب خيمة في أنقاض مع علامة "هنا نرقص"، هذه هي الحفلة الأولى لـ 14 يوليو/ تموزأو العيد الوطني الفرنسي أو ما يسمى بالفرنسية (bal du 14 juillet) والتي سوف تبقى تقليداً حتى يومنا هذا.

## التسمية
يُطلق على هذا الحدث اسم "bal du 14 juillet" باللغة الفرنسية، أي "حفلة الرابع عشر من تموز"، وهي تشير إلى احتفالات الرقص والموسيقى التي تُقام في جميع أنحاء فرنسا في هذا اليوم. أصبحت هذه التسمية مرتبطة تقليديًا بالاحتفالات الشعبية التي تُنظم بمناسبة العيد الوطني الفرنسي، حيث يجتمع الناس في الساحات العامة للرقص والاحتفال، مما يعكس روح الوحدة الوطنية والفرح الجماعي.

## أحداث الساحة

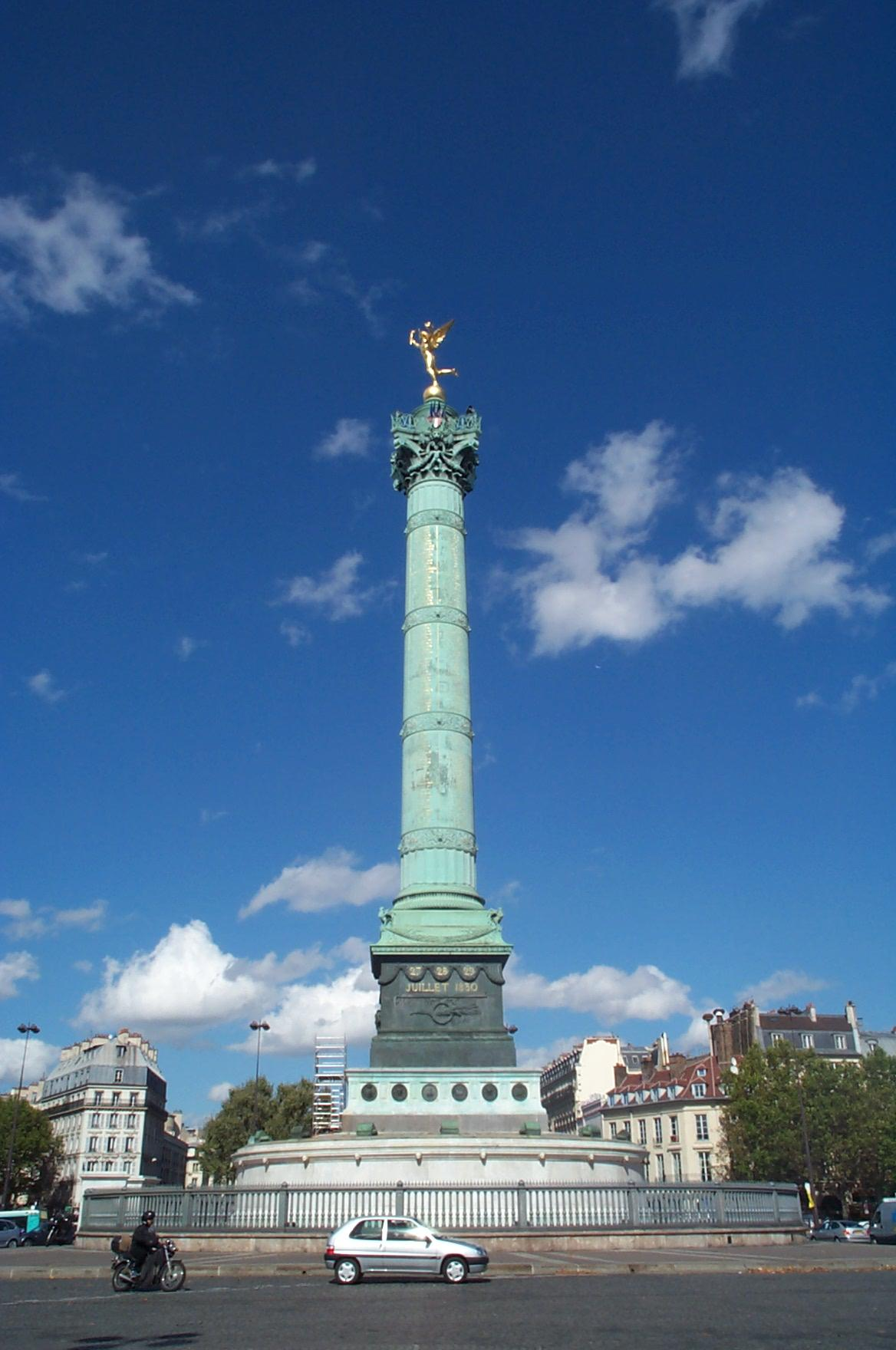
عمود المجد أو عمود تموز في وسط الساحة

في الرابع عشر من تموز/يوليو عام 1790، وبينما كانت باريس تحتفل بعيد الاتحاد (Fête de la Fédération)، نُظّمت في إحدى الساحات العامة حفلة شعبية غير رسمية على أنقاض مبنى قديم، حيث نُصبت خيمة ووضعت لافتة كتب عليها: "هنا نرقص". لم تكن هذه الحفلة مجرد رقص وموسيقى، بل كانت رمزًا لفرح الناس وتوقهم للحرية بعد عام من بداية الثورة الفرنسية.
اجتمع المواطنون من مختلف الطبقات، رجالًا ونساءً، شيوخًا وشبابًا، ليشاركوا في أجواء احتفالية امتزجت فيها الأغاني الثورية بالرقصات الشعبية. لم يكن هناك فاصل بين الأغنياء والفقراء، بل كانوا يرقصون جنبًا إلى جنب في جو يعبّر عن الوحدة الوطنية التي كانت من أبرز أهداف الثورة.
وتنوعت فعاليات الساحة ما بين:
- الرقص الجماعي على أنغام الموسيقى الحية.
- الخُطب القصيرة التي ألقاها بعض المواطنين أو قادة محليين.
- مظاهر الزينة مثل الأعلام، والزهور، والمصابيح التي أنارت المكان.
- أكشاك الطعام والشراب التي قدمت مأكولات بسيطة للشعب.

أصبحت هذه اللحظة التاريخية نموذجًا للاحتفالات المستقبلية، وتركت بصمتها كأول "bal du 14 juillet" في التاريخ الفرنسي، لتتحوّل فيما بعد إلى تقليد يُعاد كل سنة.